# Butch Reed
Bruce Reed, conosciuto come Butch Reed (Warrensburg, 11 luglio 1954 – Warrensburg, 5 febbraio 2021), è stato un wrestler e giocatore di football americano statunitense.

## Carriera
Butch Reed iniziò a lottare nel 1978 nella zona di Kansas City dopo aver terminato gli studi alla University of Central Missouri ed aver giocato brevemente come giocatore professionista di football americano nei Kansas City Chiefs. nei primi tempi combatteva con il suo vero nome, Bruce Reed. affiancandogli il soprannome "Hacksaw". Reed e Jerry Roberts sconfissero Mike George e Bob Sweetan per i titoli NWA Central States Tag Team a fine 1980 e li persero in favore dei Kelly Twins nel gennaio 1981; questo è ritenuto essere il primo titolo importante di Butch Reed nel mondo del wrestling. Il prossimo titolo venne come membro del tag team con Sweet Brown Sugar (Skip Young, non Koko B. Ware) quando i due vinsero la versione della Florida dell'NWA North American Tag Team Championship battendo Dory Funk Jr. e David Von Erich nel 1982. Nei primi anni ottanta Reed combatté principalmente nella NWA e si fece un nome nella zona di St. Louis lottando anche nella Florida Championship Wrestling e nella Georgia Championship Wrestling.

### Mid-South
Reed diventò famoso combattendo nella Mid-South Wrestling di Bill Watts dal 1983 all'inizio del 1986. Nella Mid-South, era conosciuto come "Hacksaw" Butch Reed e spesso faceva coppia con un beniamino del pubblico del calibro di Junkyard Dog. Reed si scontrò immediatamente con "Hacksaw" Jim Duggan per la paternità del soprannome "Hacksaw" utilizzato da entrambi. Nel 1983, Duggan era parte di una stable heel chiamata "Rat Pack" di cui facevano parte anche Ted DiBiase e Matt Borne e utilizzò ogni mezzo sleale per sconfiggere Butch Reed. Reed e Duggan si scontrarono per il soprannome "Hacksaw" fino a quando Jim Duggan diventò un face. Il "turn face" di Duggan portò di conseguenza al "turn heel" di Reed quando egli scoprì che come nuovo partner di Junkyard Dog gli era stato preferito proprio Duggan.
Reed attaccò JYD e fu presto raggiunto da Ted Dibiase che lo aiutò nell'opera. Il 16 luglio 1983, Butch Reed vinse il Mid-South North American Heavyweight Championship e proseguì il suo feud con JYD nei mesi successivi. Nell'ottobre 1983, l'arroganza di Reed gli fece accettare l'offerta che lo sfidante al suo titolo sarebbe stato scelto dal pubblico; tra JYD, “Hacksaw" Jim Duggan, il nuovo arrivato Krusher Khruschev, e Magnum T.A.. I fans scelsero JYD ma Reed non accettò la scelta; disse anche che Duggan e Khruschev non si meritavano un match per un titolo e decise di dare l'opportunità ad un molto giovane ed allora inesperto Magnum T.A. Come c'era da aspettarsi, T.A. sconfisse Reed e vinse la cintura, per poi cederla 12 giorni dopo a Nikolai Volkoff.
La stessa sera che Reed perse il North American Title, lui e il partner Jim Neidhart sconfissero Magnum T.A. e “Hacksaw" Jim Duggan vincendo il Mid-South Tag Team Championship. Dopo qualche settimana, il North American Title venne restituito a Reed, con la scusa che il match disputato contro Magnum T.A. non era lecito in quanto il pubblico aveva scelto JYD come sfidante. Il periodo di Reed come doppio campione non durò a lungo, JYD lo sconfisse in un incontro arbitrato per l'occasione da Dusty Rhodes. Dopo aver perso il North American Title, Reed e Neidhart si concentrarono sulla difesa dei loro titoli di coppia. Quando Magnum e Mr. Wrestling II li sfidarono, acconsentirono a patto che se avessero vinto loro, Mr. Wrestling II si sarebbe tolto la maschera in pubblico. Mr. Wrestling non svelò la propria identità in quanto Reed e Neidhart persero le cinture di campioni in uno Steel Cage Match svoltosi la notte di Natale del 1983. In seguito Neidhart e Reed iniziarono a scontrarsi l'uno contro l'altro ed ebbero un breve, ma brutale feud.
Il feud con Neidhart venne presto rimpiazzato da quello con Terry Taylor che era accorso in aiuto di Neidhart durante uno dei suoi match con Reed. Il feud Reed/Taylor andò avanti per tutta la primavera del 1984 e servì come trampolino di lancio per la carriera di Terry Taylor nella Mid-South. Successivamente il feud si allargò fino ad includere anche "Nature Boy" Buddy Landel come compagno di Reed in tag team. Dopo aver lottato contro Terry Taylor per mesi e mesi, le attenzioni di Reed si spostarono di nuovo sul suo vecchio nemico Junkyard Dog. Durante un match, Reed e Landel attaccarono JYD mentre combatteva mascherato con il nome "Stagger Lee", e lo dipinsero completamente di giallo. Seguirono svariati incontri tra i due, incluso un violento Dog Collar Match nel quale prevalse JYD.
Poco dopo, Junkyard Dog lasciò la Mid-South per firmare un contratto con la World Wrestling Federation senza informare Bill Watts della sua decisione. Questo fatto privò la federazione del suo maggiore "face". Inizialmente Watts mise "Master G" al posto di JYD come nuovo avversario di Reed, ma il feud non ebbe i riscontri di pubblico di quello precedente. Quando "General" Skandor Akbar entrò nella Mid-South ed iniziò a mettere insieme una stable di heel, cercò di reclutare Reed "comprandolo" con l'offerta di un Rolex d'oro, ma quando Reed rifiutò sdegnato venne subito attaccato da Ted Dibiase, Steve Williams, e Hercules che invece avevano accettato l'offerta, diventando un "buono" agli occhi dei fan. Arrivò persino "Hacksaw" Jim Duggan a salvare Reed dall'attacco a tradimento 3 contro 1 degli altri membri della stable di Akbar, e i due iniziarono a combattere insieme contro Akbar, Landel, Dibiase, Williams, e Hercules Hernandez. Inizialmente i due "Hacksaw" prevalsero nella lotta, ma poi arrivò Kamala a confrontarsi con Reed. Il gigante ugandese si rivelò un avversario troppo duro per Reed, e lo sconfisse diverse volte prima che Reed lasciasse la federazione.
Reed entrò nella American Wrestling Association per un breve periodo come guardia del corpo di Jimmy Garvin, ma fece ritorno alla Mid-South a metà 1985 solo pochi mesi dopo essersene andato via. Nell'ottobre 1985, Butch Reed sconfisse Dick Murdoch riconquistando il titolo North American. Circa in quel periodo, Reed disputò un celebre match della durata di 1 ora terminato in pareggio con il campione mondiale NWA "Nature Boy" Ric Flair e poi si scontrò con Dick Slater quando Slater aiutò Ric Flair a conservare il titolo. Nel gennaio 1986, Slater vinse il North American Title battendo Butch Reed.
Dopo aver lasciato per una seconda volta la Mid-South, Reed fece ritorno a Kansas City ed iniziò a competere nella "NWA Central States" diretta da Bob Geigel. In Kansas, all'inizio Reed fece coppia con Rufus R. Jones in un tag team denominato "Soul Patrol". Successivamente Reed tradì Rufus e si affiliò alla squadra di wrestler del manager Slick nel 1986. Dopo un breve feud con Jones, Reed restò coinvolto in una faida con Bruiser Brody. Quell'estate, perse un Loser Leaves Town Match contro Bruiser Brody e dovette lasciare la federazione insieme a Slick.

### World Wrestling Federation
Reed & Slick firmarono quindi per la World Wrestling Federation. Reed si tinse i capelli di biondo platino ed iniziò a farsi chiamare "The Natural" Butch Reed, una versione rivista e aggiornata di Sweet Daddy Siki. Il primo feud lo ebbe con Tito Santana, bersaglio dei giochi di parole e delle invettive di Slick, e debuttò in pay-per-view durante WrestleMania III, dove sconfisse Koko B. Ware.
Nelle settimane seguenti WrestleMania, Reed sfidò il nuovo campione Intercontinentale Ricky Steamboat e lo affrontò diverse volte in svariate puntate di Wrestling Challenge senza però riuscire a strappargli il titolo
La WWF aveva ideato una storyline che avrebbe dovuto contrapporre Reed a "Superstar" Billy Graham, un ex campione mondiale WWF che stava per fare il suo ritorno sulle scene dopo un grave intervento chirurgico all'anca. Però, le scarse condizioni di salute di Graham non diedero le garanzie necessarie per farlo combattere sul ring, così Reed e il nuovo protetto di Slick, One Man Gang, "infortunarono" Graham durante un attacco a tradimento così da motivarne il ritiro dall'attività agonistica. Graham iniziò a far da manager a Don Muraco, che era corso in suo aiuto, e Muraco immediatamente si trovò a lottare contrapposto a Reed. I due nemici si affrontarono come membri delle squadre contrapposte durante la prima edizione delle Survivor Series del 1987 (Muraco prese il posto di Graham nella squadra capitanata da Hulk Hogan); Reed (in squadra con André the Giant, King Kong Bundy, One Man Gang e Ric Rude), fu il primo eliminato del match, schienato da Hogan.
Reed prese anche parte alla prima edizione della Royal Rumble nel gennaio 1988, ma fu il primo wrestler ad essere eliminato. Due mesi dopo, fu ancora il primo eliminato durante il primo round del torneo per il titolo mondiale indetto a WrestleMania IV, venendo battuto da "Macho Man" Randy Savage (che poi avrebbe vinto il torneo).

### NWA e WCW
Poco tempo dopo WrestleMania IV, Butch Reed lasciò la WWF. Ricomparve nella NWA come "Hacksaw" Butch Reed. Qui riesumò la rivalità senza fine con Junkyard Dog. Per breve tempo ebbe come manager James J. Dillon prima che il suo contratto fosse venduto a Hiro Matsuda. Il primo periodo di Reed in NWA non fu di grande successo; il suo match più importante fu una sconfitta patita contro Sting a Chi-Town Rumble il 20 febbraio 1989.

#### Doom
La manager Woman aveva iniziato da un po' di tempo a minacciare gli Steiner Brothers che presto avrebbero avuto dei nuovi terribili sfidanti senza rivelarne però l'identità. Woman svelò i suoi nuovi protetti a Halloween Havoc 1989: una coppia di rissosi, brutali e muscolosi lottatori di colore con il viso celato da maschere, chiamati semplicemente "Doom 1 & 2". Presto fu chiaro che la maggior parte dei fan sapeva che sotto le maschere c'erano Ron Simmons e Butch Reed (anche perché all'epoca erano gli unici due lottatori di colore dal fisico simile nella federazione), e poco dopo le maschere vennero "accantonate". I Doom vinsero il loro match di debutto contro gli Steiners e proseguirono la striscia vincente sconfiggendo Eddie Gilbert e Tommy Rich a Clash of the Champions IX, dando prova di una forza impressionante.
Sfortunatamente, il prossimo PPV dei Doom non ebbe lo stesso successo per loro. Insieme agli Steiner Brothers, ai Road Warriors, e ai Samoan Swat Team, i Doom presero parte ad un torneo a squadre tag team. Non riuscirono a vincere un solo incontro, finendo ultimi in classifica. Successivamente Woman lasciò il loro management e uscì dalla federazione. Il 6 febbraio 1990, i Doom furono sconfitti dagli Steiner Brothers e come risultato della clausola del match furono costretti a gettare le maschere. Il loro nuovo manager fu l'ex arbitro Teddy Long, e la cosa sembrò dare uno scossone positivo alla carriera dei Doom. I due sconfissero gli Steiner Brothers a Capital Combat; vincendo i titoli mondiali di coppia. Nei mesi seguenti Simmons e Reed si dimostrarono degni campioni difendendo le cinture contro gli ex campioni Steiners e contro il resto del meglio della divisione tag team della WCW. Alla fine del 1990, i Doom si scontrarono anche con i potenti Four Horsemen e difesero il titolo in due incontri svoltisi a Halloween Havoc 1990 e a Starrcade 1990.
Il 24 febbraio 1991 durante WrestleWar 1991, i due Doom affrontarono i Fabulous Freebirds e persero le cinture a causa delle incomprensioni venutesi a creare tra loro durante l'incontro. Quando i Freebirds lasciarono il ring, Reed attaccò a sorpresa Simmons, sancendo la fine ufficiale dei Doom. Teddy Long si schierò dalla parte di Butch Reed mentre i due ex compagni iniziarono un breve ma intenso feud. La faida culminò a SuperBrawl I dove Ron Simmons schienò Butch Reed in uno Steel cage match (chiamato per l'occasione "Thunder-Doom" cage match). Dopo il PPV, Reed lasciò la compagnia per qualche tempo per farvi poi ritorno nel 1992 alleandosi con Barbarian e Cactus Jack. Reed e Barbarian si unirono per combattere in coppia contro Dustin Rhodes e Barry Windham a Clash of the Champions XX: 20th Anniversary ma poco dopo Reed lasciò di nuovo la federazione.

### Circuito indipendente
Dopo aver lasciato la WCW, Reed andò alla United States Wrestling Association dove riprese l'eterno feud contro Junkyard Dog. Reed riuscì finalmente a battere JYD vincendo l'USWA Unified World Heavyweight Championship il 12 ottobre 1992. Riuscì a detenere il titolo solo per una settimana prima di cederlo a Todd Champion e lasciare la compagnia.
Nel 1994 Butch Reed firmò per la Global Wrestling Federation. Vinse il GWF North American Heavyweight Championship il 4 giugno 1994 sconfiggendo Rod Price. Restò campione per circa un mese prima di perdere contro "Gentleman" Chris Adams, che sarebbe stato l'ultimo campione GWF North American prima del fallimento della federazione.
Reed continuò a lottare in federazioni minori per il resto degli anni novanta. nel 2000-2001, Butch Reed iniziò a lavorare per la WLW Promotion di Harley Race. Qui sconfisse "Luminous Warrior" vincendo il WLW Heavyweight Title il 31 marzo del 2001. Cederà poi la corona il 25 gennaio 2002 a Dennis McHawes. Dopo aver perso il titolo, Butch Reed decise di ritirarsi dal wrestling.
Dopo essersi ritirato per circa tre anni, Butch Reed decise di tornare a combattere nel 2005, facendo diverse apparizioni nella "Mid States Wrestling" sconfiggendo anche il campione dei pesi massimi "Mr. Saturday Night" Michael Barry l'11 novembre 2005 facendo suo il Mid States Wrestling Heavyweight Title.
Il 9 settembre 2007, Reed ha fatto un breve cammeo in una puntata di SmackDown! (andata in onda il 14 settembre), durante un segmento dedicato al suo ex manager, diventato "General Manager" di SmackDown!, Theodore Long.

## Morte
Il 5 febbraio 2021 muore a causa di alcune complicanze cardiache.

## Personaggio
- Mossa finale
  - Military press side slam
- Mosse caratteristiche
  - Diving lariat
  - Diving shoulder block
  - Shoulder tackle
- Manager
  - James J. Dillon
  - Theodore Long
  - Hiro Matsuda
  - Slick
  - Woman

## Titoli e riconoscimenti
Global Wrestling Federation
- GWF North American Heavyweight Championship (1)

United States Wrestling Association
- USWA Unified World Heavyweight Championship (1)

World Championship Wrestling
- NWA World Tag Team Championship (1- con Ron Simmons)
- WCW World Tag Team Championship (1- con Ron Simmons)

Pro Wrestling Illustrated
- 123º tra i 500 migliori wrestler singoli nella PWI 500 (1991)
- 174º tra i 500 migliori wrestler singoli nella "PWI Years" (2003)